# Мога (город, Индия)
Мога (англ. Moga) — город в центральной части штата Пенджаб, Индия. Административный центр округа Мога.

## География
Абсолютная высота — 216 метров над уровнем моря. Расположен в 67 км от Лудхианы, 110 км от Амритсара, 85 км от Бхатинды и в 184 км от Чандигарха.

## Экономика
На западной оконечности города расположен завод компании Nestle, производящий молочные продукты. Данный завод был основан в 1961 году, а сегодня является одним из передовых и наиболее технически оснащённых предприятий своего рода в Индии.

## Население
По данным на 2013 год численность населения составляет 140 857 человек.
Динамика численности населения города по годам:
| 1991    | 2001    | 2013    |
| ------- | ------- | ------- |
| 108 304 | 125 573 | 140 857 |